# Olympische Sommerspiele 1960/Teilnehmer (Äthiopien)
| Gelbes Symbol für Goldmedaillen mit stilisierten Olympischen Ringen | Graues Symbol für Silbermedaillen mit stilisierten Olympischen Ringen | Braundes Symbol für Bronzemedaillen mit stilisierten Olympischen Ringen |
| ------------------------------------------------------------------- | --------------------------------------------------------------------- | ----------------------------------------------------------------------- |
| 1                                                                   | —                                                                     | —                                                                       |

Äthiopien nahm an den Olympischen Sommerspielen 1960 in der italienischen Hauptstadt Rom mit einer Delegation von zehn männlichen Sportlern an acht Wettbewerben in zwei Sportarten teil.
Nach 1956 war es die zweite Teilnahme Äthiopiens an Olympischen Sommerspielen.
Jüngster Sportler war mit 21 Jahren und 334 Tagen der Leichtathlet Moussa Said, ältester Athlet der Marathonläufer Abebe Wakgira (38 Jahre und 325 Tage).

## Medaillen
Mit einer gewonnenen Goldmedaille belegte das äthiopische Team Platz 21 im Medaillenspiegel.

### Gold
| Abebe Bikila | Leichtathletik | Marathon |

## Teilnehmer nach Sportarten

### Leichtathletik
- Abebe Bikila
  - Marathon

Finale: 2:15:16,2 Stunden, Weltjahresbestleistung, Rang eins

- Gebru Merawi
  - 5000 Meter Lauf

Runde eins: ausgeschieden in Lauf eins (Rang acht), 14:40,8 Minuten (handgestoppt), 14:41,22 Minuten (automatisch gestoppt)
  - 10.000 Meter Lauf

Finale: Wettkampf nicht beendet (DNF)

- Roba Negousse
  - 100 Meter Lauf

Runde eins: ausgeschieden in Lauf drei (Rang sieben), 11,3 Sekunden (handgestoppt), 11,47 Sekunden (automatisch gestoppt)

- Moussa Said
  - 400 Meter Lauf

Runde eins: ausgeschieden in Lauf neun (Rang fünf), 48,2 Sekunden (handgestoppt), 48,30 Sekunden (automatisch gestoppt)
  - 800 Meter Lauf

Runde eins: ausgeschieden in Lauf zwei (Rang sechs), 1:50,3 Minuten (handgestoppt), 1:50,49 Minuten (automatisch gestoppt)

- Abebe Wakgira
  - Marathon

Finale: 2:21:09,4 Stunden, Rang sieben

### Radsport
Straße

Mannschaftszeitfahren (100 km)
- Ergebnisse
Finale: 2:38:34,08 Stunden, Rang 28
- Mannschaft
Megra Admassou
Kouflu Alazar
Guremu Demboba
Amousse Tessema

Einzel
- Megra Admassou
  - Straßenrennen (175,3 km)

Finale: Rennen nicht beendet (DNF)

- Kouflu Alazar
  - Straßenrennen (175,3 km)

Finale: Rennen nicht beendet (DNF)

- Guremu Demboba
  - Straßenrennen (175,3 km)

Finale: Rennen nicht beendet (DNF)

- Amousse Tessema
  - Straßenrennen (175,3 km)

Finale: Rennen nicht beendet (DNF)